# Gabriele Bonomo
Gabriele Bonomo o Bonhomo (Nicosia, 13 aprile 1694 – Palermo, 24 agosto 1760) è stato un teologo, matematico e filosofo italiano appartenente all'Ordine dei Minimi. Scrisse opere sulla trigonometria e inventò un orologio automatico.

## Biografia
Entrò come frate nell'Ordine dei Minimi con il nome di Gabriello e fu assegnato al convento di Santa Oliva di Palermo.
Nell'opera Horographia trigonometrice pertractata (1758) riprese gli studi pubblicati da Benedetto Maria Castrone nell'Horographia universalis (1728).